# Stephen Warnock
Stephen Warnock (ur. 12 grudnia 1981 w Ormskirk) – angielski piłkarz występujący na pozycji bocznego obrońcy w Burton Albion.

## Kariera
Swoją karierę rozpoczynał w 2002 roku został wypożyczony do Bradford City. Sezon 03/04 Warnock spędził w Coventry City. Został tam wybrany przez fanów najlepszych zawodnikiem roku. Po powrocie na Anfield Road podpisał nowy, 2-letni kontrakt i wraz z pierwszą drużyną udał się na tournée po USA. Prezentował się bardzo dobrze występując we wszystkich trzech rozegranych spotkaniach.
Pod wodzą nowego managera Rafy Beníteza zadebiutował w meczu kwalifikacji Ligi Mistrzów z Grazerem AK w sierpniu 2004 roku. 25 maja 2005 roku był w ekipie drużyny, która wygrała Ligę Mistrzów.
22 stycznia 2007 podpisał kontrakt z Blackburn Rovers, które zapłaciło za niego 1,5 miliona funtów. W obronie miał zastąpić Australijczyka Lucasa Neilla, który odszedł do West Ham United. Warnock zadebiutował w Blackburn w 4. rundzie Pucharu Anglii w wygranym 4:0 meczu z Luton Town. 31 stycznia rozegrał swój pierwszy ligowy mecz dla Rovers przeciwko Chelsea F.C. 25 lutego zdobył swojego pierwszego gola, a Blackburn wygrało 3:0 z Portsmouth F.C.
W sierpniu 2009 roku podpisał kontrakt z Aston Villą.